# Bindbuis
Bindbuis, soms ook bindgaine genoemd, is een elastisch materiaal van pvc dat gebruikt wordt om houtige gewassen (waaronder bomen) vast te binden aan een geleidende constructie. Bindbuis is een holle buis met een diameter van 2-10 millimeter. Door de elastische eigenschappen veert het materiaal mee en vindt geen insnoering en ingroeiing plaats, zodat de groei van het gewas niet gehinderd wordt. Bindbuis is er in de kleuren groen, zwart en geel.
Het wordt vooral gebruikt in de fruitteelt en de boomkwekerij.

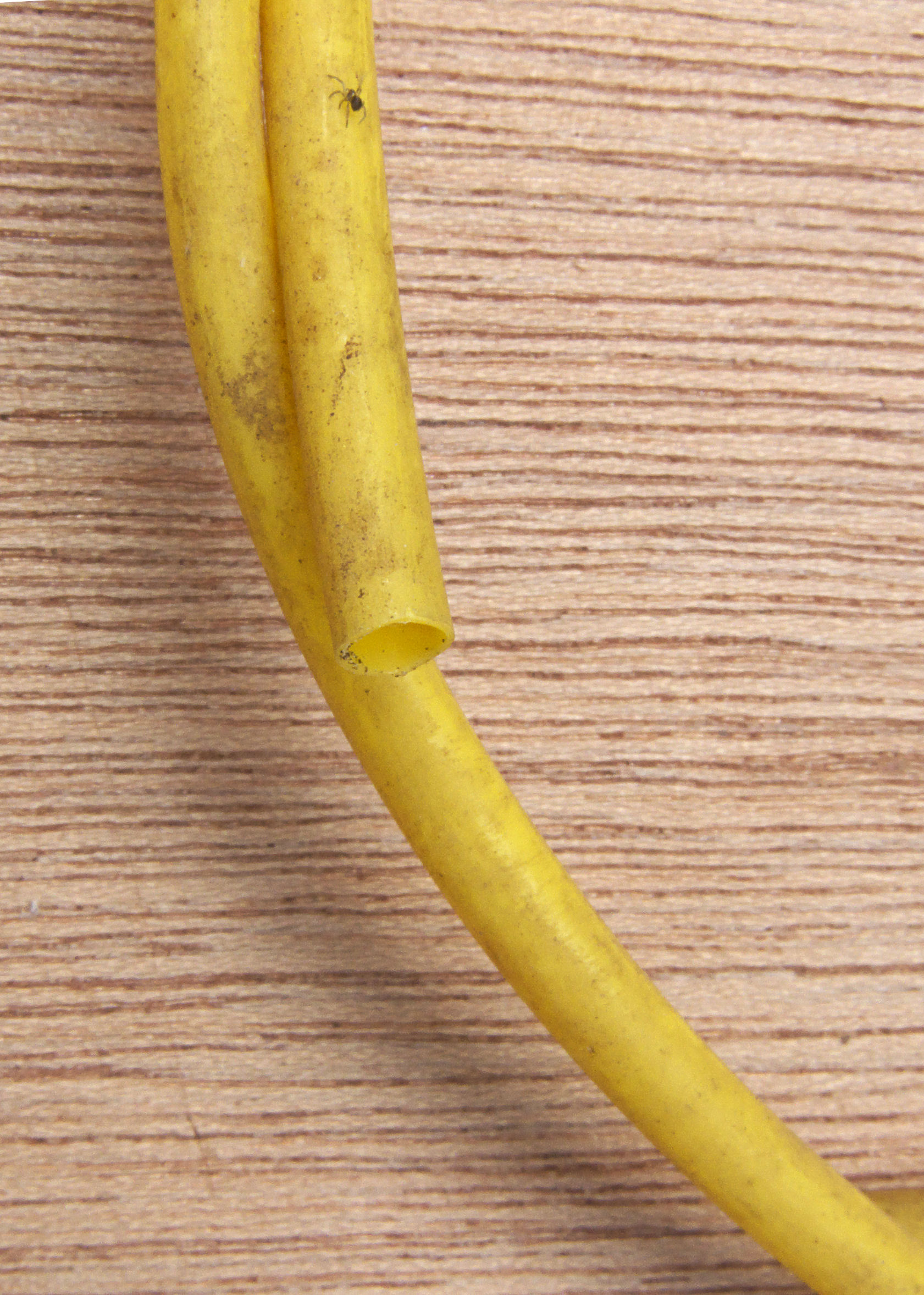
Bindbuis 6 mm
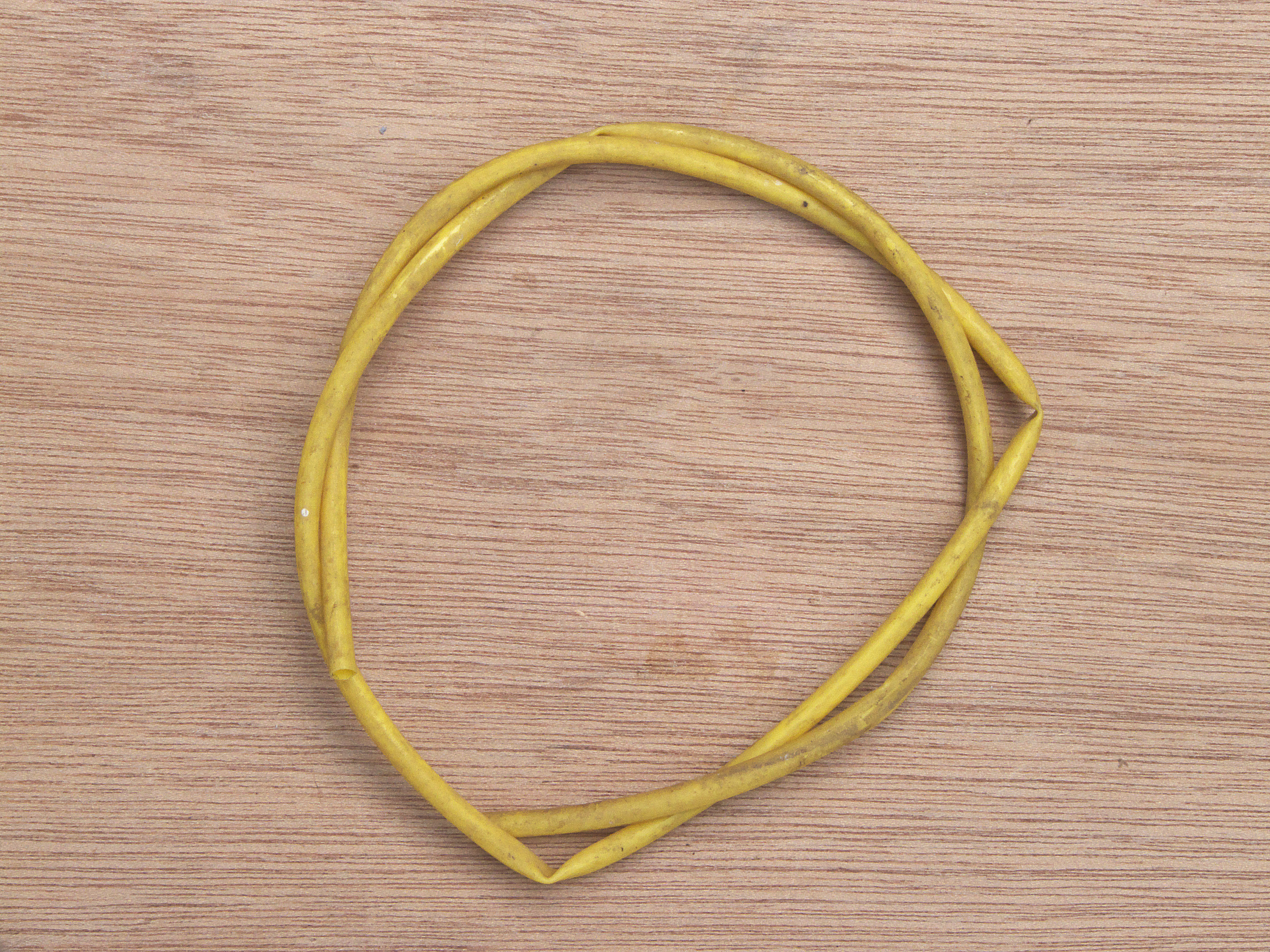
Bindbuis 6 mm